# Università (napuljski metro)
Università (od talijanskog: Sveučilište  je postaja na liniji 1 napuljske podzemne željeznice koja se nalazi u četvrti Porto i jedna je od umjetničkih stanica.

## Povijest
Stanica je otvorena 28. ožujka 2011. godine, a dizajnirali su je arhitekt Alessandro Mendini i dizajner Karim Rashid. U to je vrijeme to bilo proširenje s jednom postajom od Dantea, jer stanice Toledo i Municipio još nisu bile dovršene. Dana 31. prosinca 2013. linija je produžena do Garibaldija.

## Strukture i sustavi
S obzirom na blizinu lučkog područja, omogućuje pristup područjima via Depretis i via Colombo, via Marina i Corso Umberto I (poznat kao Rettifilo), jednoj od najkomercijalnijih ulica u Napulju. Sa kolodvora je također moguće doći do raznih sveučilišnih fakulteta prisutnih u okolici, onih za pravo, političke znanosti i književnost i filozofiju Sveučilišta Federico II i povijesnih središta Orijentalnog sveučilišta. Godine 2011. osvojila je nagradu " Emirates Leaf International Award " u Londonu.
Postaja se nalazi na dubini od 30 m ispod razine ulice, što je značajna dubina, ali od male važnosti u usporedbi s "visceralnom" dubinom postaje Salvator Rosa. Do njega se dolazi preko dvije stepenice, jedna se nalazi ispred Palazzo della Borsa, sjedišta Napuljske gospodarske komore, druga na suprotnom pločniku, s morske strane, gdje se nalazi i okno dizala. Njihova posebnost leži u tome što su prekriveni pločicama na kojima su ispisane riječi koje su izmišljene u novije vrijeme. Stanicu iznutra karakteriziraju vrlo sugestivne boje i paneli koji plijene pažnju putnika.
Konkretno, dvije osnovne boje su fuksija i kiselo zelena od kojih je svaka specifična za jednu od dvije platforme. Počevši od ravnine obliteratora gdje su prisutne posebne skulpture koje je dizajnirao Rashid, najsugestivnija od njih zove se Synapsi i želi se prisjetiti neuronske mreže mozga, predviđajući učinke koje generira okolno okruženje. Ističu se i dva crna stupca modelirana kao kontinuirani ljudski profil, nazvan konverzacijski profil. Prikazani subjekt je sam Rashid. Duž pristaništa, ploče koje pokrivaju zidove predstavljaju trodimenzionalne stereoskopske efekte. Druge svjetleće optičke igre također se mogu naći na raznim točkama međuetaža. Naposljetku, prikazi Dantea i Beatrice u živopisnim bojama na pristupnim stepenicama do pristaništa vrijedni su pažnje.

## Usluge
Stanica ima:
- Automatska blagajna

## Pristup ostalim prometnim sredstvima
- Autobusna postaja
- Stajalište trolejbusa

## Vanjske poveznice
- Službena stranica  Arhivirana inačica izvorne stranice od 13. lipnja 2018. (Wayback Machine), na anm.it.
- Fotogalerija, na napolidavivere.it.